# 尤瑛
尤瑛（1511年—？），字汝白，號廻溪，直隸常州府無錫縣人，軍籍，明朝政治人物。嘉靖癸卯解元，次年联捷进士。官至江西參議。

## 生平
嘉靖二十二年（1543年）癸卯科應天鄉試第一名。嘉靖二十三年（1544年）聯捷三甲進士。除杭州府敎授，遷國子監丞，陞廣東僉事，多有惠政。擢江西參議，卒于赴任途中。廣東人民聞訊，巷有哭聲，立祠祭祀。有《廻溪遺稿》。

## 家族
曾祖尤謙；祖父尤悅；父尤晉。前母朱氏；母華氏。具庆下。